# 米尔科·维切维奇
米尔科·维切维奇（羅馬化：Mirko Vičević，1968年6月30日—），黑山男子水球运动员。他曾代表南斯拉夫、南联盟参加1988年和1996年夏季奥林匹克运动会水球比赛，其中1988年奥运会获得一枚金牌。